# FC Kaprun
Der FC Kaprun (Langname: „Fußballclub Kaprun“) ist ein Fußballverein in der Salzburger Gemeinde Kaprun im Bezirk Zell am See. Der Verein gehört dem Salzburger Fußballverband (SFV) an und spielt in der Saison 2024/25 in der 2. Landesliga Süd. Der Sportclub trägt seine Spiele am Sportplatz in Kaprun mit 1500 Plätzen aus.

## Geschichte
Der Verein wurde im Jahre 1948 unter dem Namen WSK Kaprun gegründet.

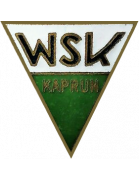
Logo des WSK Kaprun (1948–2003)

In der Saison 1957/58 sicherte sich der Verein den Meistertitel in der Landesklasse Salzburg Süd.
In der Saison 1971/72 sicherte sich der Verein den Meistertitel in der Landesliga Salzburg.
Im ÖFB-Cup war der Verein 6-mal vertreten:
- In der Spielzeit 1972/73 kam es bereits in der 1. Runde am 26. August 1972 zu einer 1:8-Niederlage gegen den FK Austria Wien.

- In der Folgesaison 1973/74 überstand man die 1. Runde kampflos, nachdem der zugeloste Verein Villacher SV mit dem WSG Radenthein fusionierte. In Runde 2 am 15. August 1973 hieß der Gegner wieder Austria, jedoch diesmal war es die Austria aus Klagenfurt. Der Sportklub aus Kärnten ließ den 'Kaprunern' keine Chance und siegte mit 1:9.

- Die nächste Cup-Teilnahme folgte 1978/79. Auch hier ging in Runde 1 am 5. August 1978 der Gegner Schwarz-Weiß Bregenz mit 1:4 als Sieger vom Platz.

- Im Jahr 1985/86 scheiterte man ebenfalls in der 1. Runde bedeutend knapp am ESV Saalfelden mit 2:1 n. V. (1:1, 0:0).

- In der Spielzeit 1993/94 konnte in der Vorrunde am 27. Juli 1993 der SV Wals-Grünau mit 6:2 besiegt werden, ehe Kaprun in Runde 1 wieder nicht weiter kam. Der SV Hall siegte am 11. September 1993 mit 2:5.

- Beim bisher letzten Auftritt Kapruns im österreichischen Cup in der Saison 1994/95 kam man nicht über die Vorrunde hinaus. Am 16. August 1994 verlor man vor heimischen Publikum mit 0:4 gegen den FC Puch.

Im Jahre 2003 erfolgte die Neugründung des Vereines unter dem heutigen Namen FC Kaprun.

## Erfolge
- Landesliga Salzburg:
  - 1 × Meister: 1972 (als WSK Kaprun)
- Landesklasse Salzburg Süd:
  - 1 × Meister: 1958 (als WSK Kaprun)
- ÖFB-Cup:
  - 6 × Teilnehmer: 1973, 1974, 1979, 1986, 1994, 1995 (jeweils als WSK Kaprun)